# Clan Takaoka
Pour les articles homonymes, voir Takaoka.
Le clan Takaoka (高岡氏, Takaoka-shi) est un clan japonais qui a des ramifications dans quatre provinces.

## Province d'Hitachi

### Clan Fujiwara, descendants de Hatta Tomoie
Le clan trouve son origine chez un descendant du clan Hatta dans la province de Hitachi. Les Hatta descendent directement du seigneur Fujiwara no Kamatari (614-669) par son petit-fils Hatta Tomoie (Fujiwara-shi). Nombre de ses descendants vivent de nos jours dans les régions de Tokyo, Chiba et Kanagawa.

## Province d'Izumo

### Uda-Genji, descendants de Sasaki Yoshikiyo
Un descendant du clan Sasaki de la province d'Ōmi est à l'origine du clan Sadaki. Les Sasaki sont directement issus de l'empereur Uda (868-897) par son petit-fils, Minamoto no Masazane (920-993) (Uda Genji). Takaoka Muneyasu (1255-1326), petit-fils de Sasaki Yoshikiyo, est le premier à prendre le nom « Yakaoka », inspiré de son domaine de Takaoka-mura, Enya-no-sato, Kamdo-gun, province d'Izumo. Le clan connaîtra une forte prospérité au fil des générations dans les provinces d'Izumo, de Bingo et de Tajima. Le clan Takaoka qui est samouraï au domaine de Kawarake (dans la province d'Izumi) durant la période Edo est le même que ce clan. Le gouverneur de la province d'Izumi (clan Koide Sigeoki) a ensuite perdu les territoires du clan le 12 août 1696. Le clan Takaoka vit alors temporairement à Edo. Après cela, le clan part dans la province de Tajima car ses membres sont devenus Koide Shigeoki[Quoi ?], lié au seigneur de la Tajima, vassal de Koide Fusateru.

## Province de Tango

### Clan Mononobe, descendants de Takaoka Sadamochi
L'origine de ce clan est un descendant du clan Mononobe. Selon la légende, les Mononobe sont directement issus du dieu de Nigihayahi-no-mikoto par son descendant Mononobe no Arakabi (période Kofun), Takaoka Sadamochi, descendant de Mononobe no Arakahi, est le premier à prendre le nom « Yakaoka ». Sadamochi, le 8e petit-fils de Takaoka Sadami, devient le subordonné d'Ashikaga Takauji et se distingue par de nombreux exploits guerriers. Le clan s'installe dans la province de Tango parce qu'il y a reçu les territoires de Itanami-sho, Yosa-gun. Il existe maintenant beaucoup de ses descendants dans la région.

## Province de Settsu

### Seiwa-Genji, Tadain-gokenin (descendant du samouraï du garde du corps deMinamoto no Mitsunaka)
Le clan trouve son origine en la personne d'un descendant du clan Tada dans la province de Settsu. Les Tada sont directement issus de l'empereur Seiwa (850-881) par son descendant Tada Mitsunaka (Seiwa-Genji). Les samouraïs, vers 1278, sont Takaoka Gensiro Nyudo et Takaoka Genjiro, aux environs de 1316 Takaoka Genjiro et Takaoka Kishiro et autour de 1688, Takaoka Ichizaemon Minamoto no Shigenao et qui a écrit « le onzième petit-fils de Takaoka Sakon-shogen Nakatomo ». Le clan aura une longue postérité dans les futures générations dans les villes de Kawanishi et Sanda.
- Takaoka Konoemon qui est le samouraï du domaine de Matsue (dans la province d'Izumo) durant l'époque d'Edo.[pas clair]

## Source de la traduction
- (en) Cet article est partiellement ou en totalité issu de l’article de Wikipédia en anglais intitulé « Takaoka clan » (voir la liste des auteurs).